# 辜振甫
辜 振甫（こ しんぽ、1917年1月6日 - 2005年1月3日）は、中華民国（台湾）の財界人。台湾工商協進会理事長、台湾証券取引所初代理事長、海峡交流基金会初代理事長などを歴任した。字は公亮。祖籍は福建省恵安県。台湾の五大家族といわれる名家出身。

## 略歴
日本統治時代の台湾で一代で財閥を築き上げた辜顕栄の五男として生まれる。1941年（昭和16年）、台北帝国大学法学部卒業後、東京帝国大学でビジネス管理などを学ぶ。日本降伏時に日本軍の中宮悟郎や牧沢義夫らと台湾独立を画策、台湾総督の安藤利吉に協力を持ちかけたが拒否され、1946年に逮捕、国土不法占拠共謀罪で2年2か月の禁固刑を受ける。
その後台湾に戻り、中国国民党政権による土地改革などに協力、土地の供出の見返りとして得た台湾セメントなどの事業で、父の辜顕栄から引き継いだ事業を発展させた。日本の経団連に相当する台湾工商協進会の理事長や台湾証券取引所の初代理事長なども務め、台湾財界の巨頭となった。
1982年（民国71年）、蔣経国政権で中国国民党中央常務委員となり、1990年（民国79年）には国家統一委員会委員や海峡交流基金会の初代理事長に就任、対中交渉役のトップとなった。1993年（民国82年）、海峡両岸関係協会の汪道涵会長とシンガポールで初のトップ会談である辜汪会談を実現。1998年（民国88年）にも上海で汪会長と再び会談し、北京で江沢民中国共産党総書記とも対面した。李登輝政権で長く総統府資政（顧問）を務め、総統特使として3回、APECに参加するなど、1990年代、台湾の重要な政策決定の中核に常にいた人物である。
辜振甫は京劇の大ファンで、自ら演じることもあった。とくに好んだのは諸葛亮の役で「借東風」や「空城計」などの諸葛亮をしばしば演じた。1998年（民国87年）には日本で公演している。
日台国交断絶後の両国窓口機関設置に関与するなど（亜東関係協会常務監事）、日本の政財界とのパイプも極めて太く、晩年には早稲田大学から名誉博士号が授与され、同大学内庭園に辜氏の名前が付けられたという。
2005年（民国94年）2月2日、台湾政府は国立国父紀念館で追悼式を挙行した。陳水扁総統が「台湾の社会が最も尊敬した人物」と最大級の賛辞を送り、故人の国家への貢献を称える「褒揚令」が読み上げられた。中国側からは、汪・海協会会長の個人代理として、同協会の孫亜夫副会長（兼国務院台湾事務弁公室副主任）と李亜飛秘書長が弔問のため訪台した。日本側からも日華議員懇談会会長の平沼赳夫元経済産業大臣、財団法人交流協会会長、経団連事務総長ら、政・財・学の各界要人50人余が参列した。

## 親族
- 辜寛敏：異母弟（台湾独立運動家）。
- リチャード・クー（辜朝明）：辜寛敏の子。
- 妻の厳倬雲は厳復の三男の厳琥の娘。